# 大韓航空機撃墜事件
大韓航空機撃墜事件（だいかんこうくうきげきついじけん、英: Korean Air Lines Flight 007、朝: 대한항공 007편 격추 사건、露: Катастрофа Boeing 747 над Сахалином）は、1983年（昭和58年）9月1日に大韓航空のボーイング747が、ソビエト連邦の領空を侵犯したためにソ連防空軍の戦闘機により撃墜された事件。乗員・乗客合わせて269人全員が死亡した。
なお、大韓航空はこの5年前にあたる1978年4月20日にも航法ミスでソ連領空（コラ半島上空）を侵犯し、ソ連軍機に迎撃され、2人が死亡し13人が負傷する事件を起こした（大韓航空機銃撃事件）。
日本で大韓航空機事件と呼ぶ場合、この事件の事を指す場合と1987年11月29日の大韓航空機爆破事件を指す場合に分かれる。

## 経緯

### 007便の概要

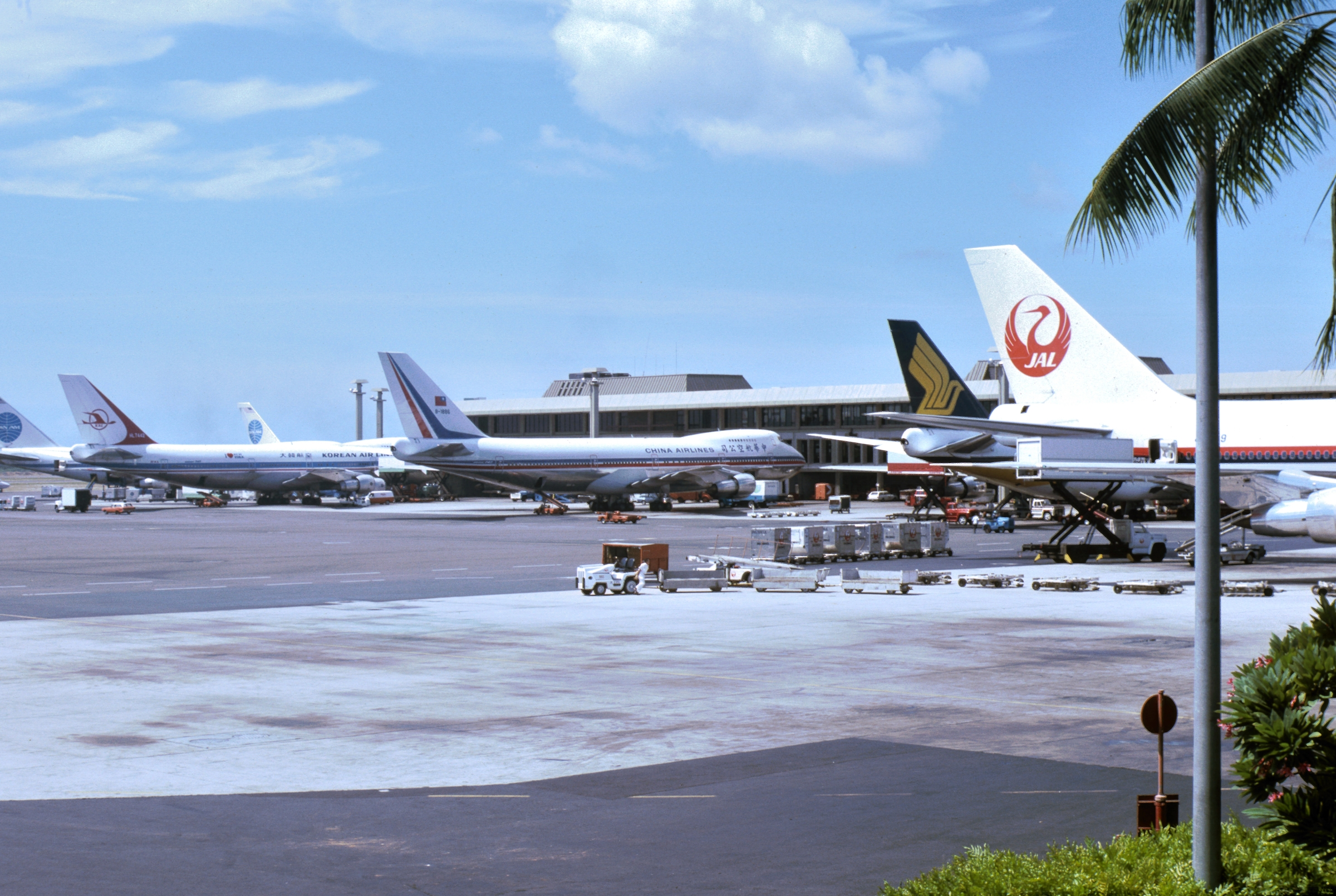
奥から2番目に写る事故の2年前に撮影されたHL7442機。胴体には “I LOVE NEW YORK” というステッカーが貼られている。

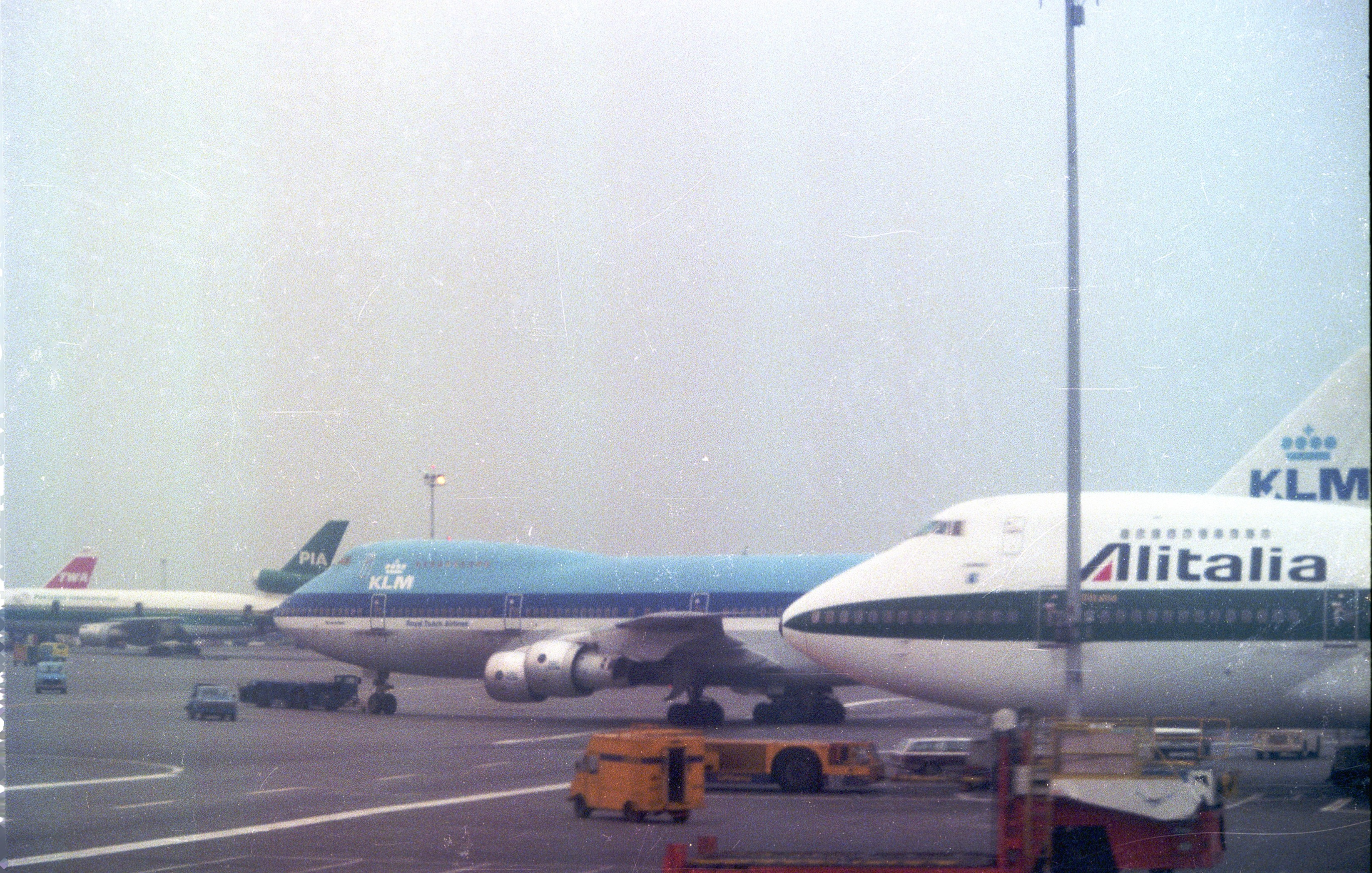
ジョン・F・ケネディ国際空港（1984年）

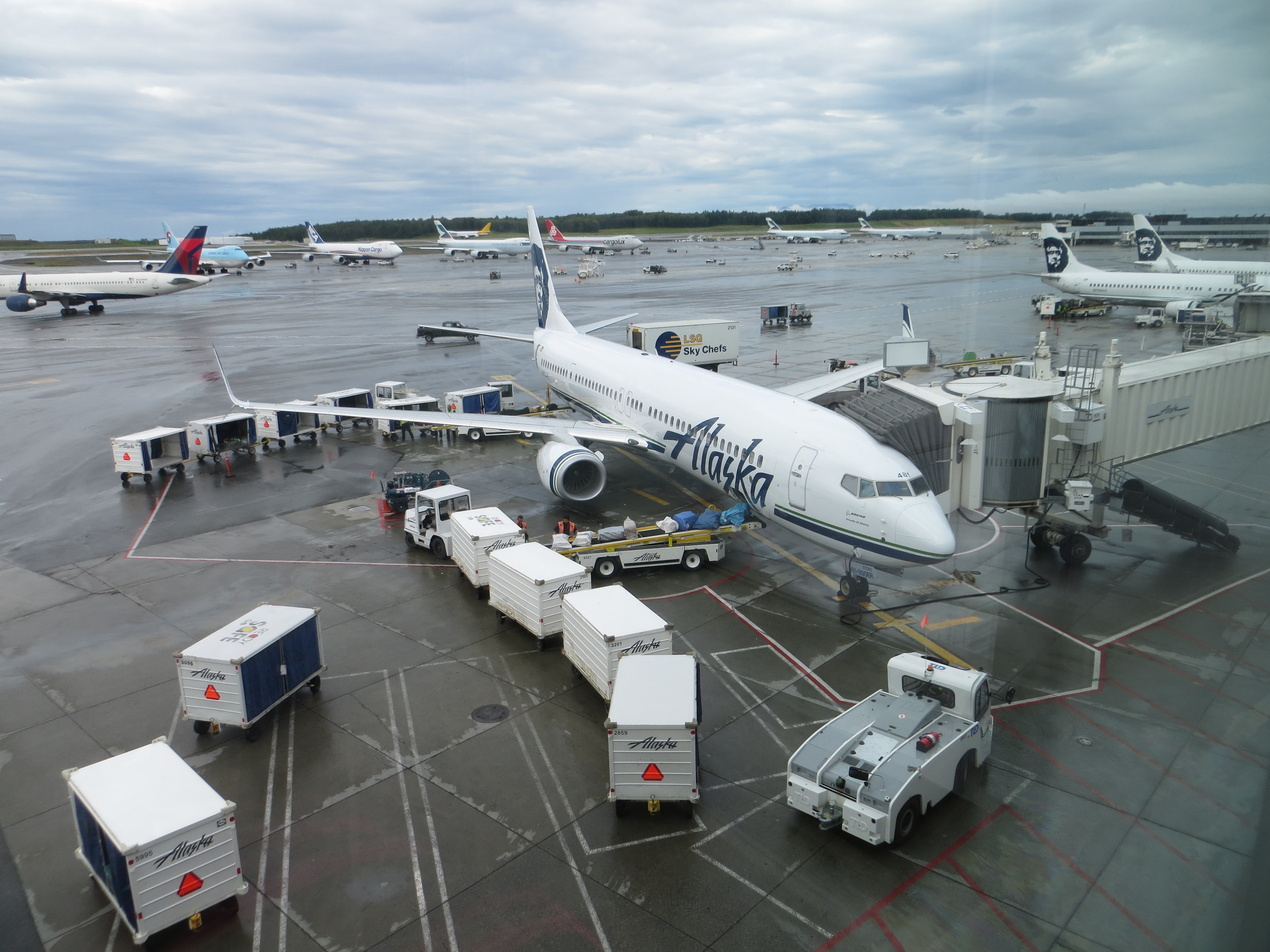
アンカレッジ国際空港

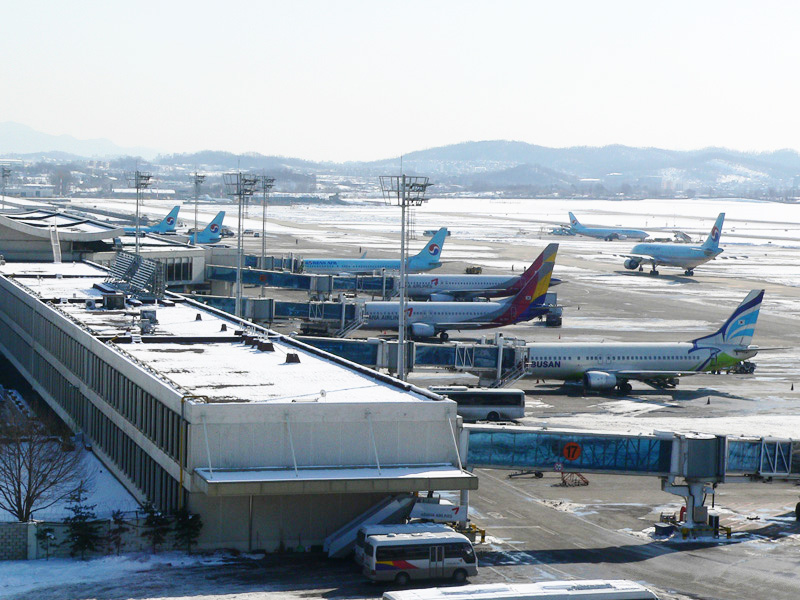
金浦国際空港

大韓航空007便は、アメリカのニューヨークにあるジョン・F・ケネディ国際空港を出発し、アラスカのアンカレッジ国際空港を経由、大韓民国・ソウルの金浦国際空港に向かう、当時週4便で運航されていた定期便であった。なお、この便は1979年4月に開設されたもので、事故機には “I LOVE NEW YORK” というステッカーが貼られていた。
当日使用された機体は、ボーイング747-230（機体記号HL7442）で、ファーストクラスとエコノミークラスの2クラスが用意され、乗客240人、乗務員は千炳寅（チョン・ビョンイン）機長以下29人（うち6人が「デッドヘッド」= 業務移動のため乗務した非番の乗務員）であった。乗客乗員の国籍は下のとおりである。
| 国籍             | 人数                                             |
| ---------------- | ------------------------------------------------ |
| オーストラリア   | 2                                                |
| カナダ           | 8                                                |
| ドミニカ共和国   | 1                                                |
| イギリス領香港   | 12                                               |
| インド           | 1                                                |
| イラン           | 1                                                |
| 日本             | 28                                               |
| 韓国             | 76（乗客） 23（乗務員） 6 （デッドヘッド乗務員） |
| マレーシア       | 1                                                |
| フィリピン       | 16                                               |
| 中華民国（台湾） | 23                                               |
| スウェーデン     | 1                                                |
| タイ             | 5                                                |
| イギリス         | 2                                                |
| アメリカ合衆国   | 62                                               |
| ベトナム         | 1                                                |
| 合計             | 269                                              |

発着国の韓国人とアメリカ人の乗客が多くを占めたが、ソウルで乗り継ぎ自国へ向かう日本、台湾、フィリピン、当時はイギリスの植民地であった香港の乗客も多かった。
日本人乗客の多くは、日本航空やパンアメリカン航空の直行便に比べて航空券が安価な大韓航空を使い、金浦国際空港を経由して日本へ帰国する観光客や留学生であった。特に九州をはじめとする西日本在住者にとっては、成田経由で移動するよりも安価で利便性も高いため、アメリカとの移動においてソウルを経由するケースも少なくなかった。

### 撃墜までの経過
※時刻は東京/ソウル時間 (UTC+9)
1983年8月31日

予定航路（破線）と実際の飛行航跡（実線）の地図

- 13:05 - KAL007便がジョン・F・ケネディ国際空港を出発、この際に慣性航法装置 (INS) 3基のうちの1基に不具合が報告された。
- 20:30 - 燃料補給のためにアンカレッジ国際空港に到着。燃料を補給する間に乗務員を交替し、千炳寅機長と副操縦士、航空機関士の3人が新たに運航乗務員としてソウルまでの乗務に当たることとなった。また、社員割引でニューヨークから搭乗してきた他の航空会社の社員が降機した。なお、機内で就寝していた一部の乗客を除き、乗客の多くは空港ターミナルビル内の待合室へ移動した。
- 21:20 - アンカレッジを出発する予定だった。しかし、追い風のためソウル（金浦国際空港）開港 (6:00) 前に到着することが分かり、出発を見合わせた。
- 21:50 - ニューヨークからの乗客と、アンカレッジからの乗客（カナダからの乗り継ぎ客を含む）を乗せて、予定より30分遅れで出発した。追ってロサンゼルス発ソウル行きのKAL015便（ボーイング747-200）も出発した。
- 22:00 - KAL007便が離陸。
- 22:02 - ウェイポイント「ベセル」へ向かうため方位角245度へ機首を向ける。以降、機首は245度のまま（※方位角90・180・270・360(=0)度は順に東・南・西・北）。
- 22:27 - カイルン山電波局付近を通過し、レーダー圏外へ出る（この時、既に予定航路 (J501) を北へ11キロメートル逸脱していたことが後に判明した。しかし、警告義務はなかったため管制官から告げられることは無かった）。
- 22:49 - アンカレッジの管制官に「ベセル」通過を報告。実際のベセルより22キロメートル北の位置であった。アメリカ空軍レーダーサイト「キングサーモン」の圏内であったが、これは管制権を持っていなかった事もあり、KAL007便への警告はしなかった。この後、最も北寄りでソビエト領に近い北太平洋航空路であるR20（ロメオ20）に向かうはずだった。

9月1日

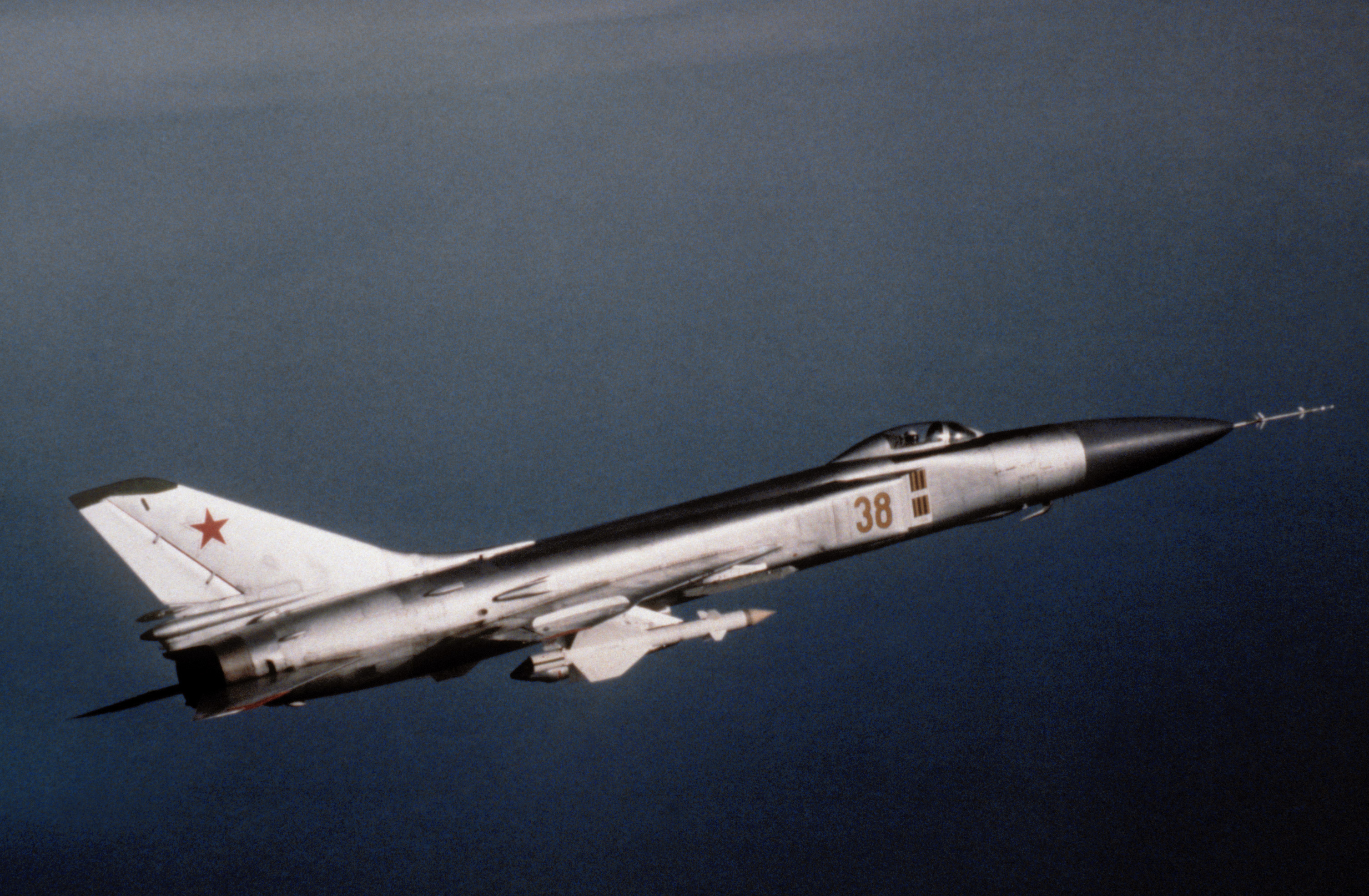
防空軍のSu-15TM（同型機）。

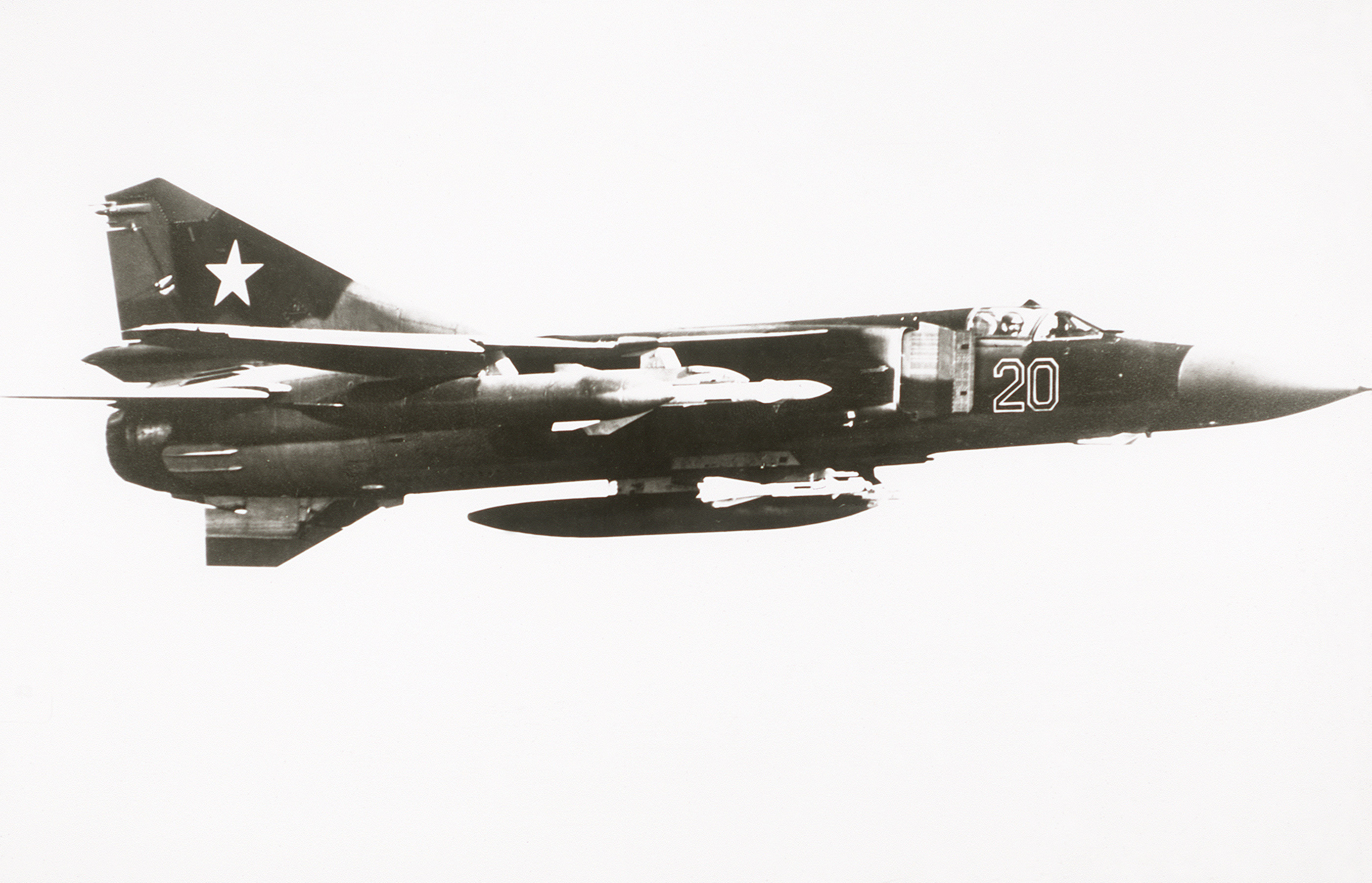
MiG-23（写真は事件で迎撃に上がったP型の空軍向け派生型であるMLA型で、外見は一部アンテナ類を除きほぼ同じ）。

- 00:51 - ソ連の防空レーダーが、カムチャツカ半島北東を飛行する航跡をとらえる。ソ連側はアメリカ軍機と判断した。
- 01:30 - 007便、ソ連の領空を侵犯。ソ連軍機は迎撃を試みるも接触できずに帰投。
- 02:28 - 007便、カムチャツカ半島を通過。ソ連のレーダーから消えた。
- 02:36 - 007便、樺太に接近しソ連軍は警戒態勢に入る。
- 02:54 - この時点から007便のボイスレコーダーの録音が残る。操縦士らは雑談に興じていた。
- 03:05 - 007便、後続便（同航路を2分遅れで飛行するKAL015便）と通信し、お互いの風向風速がまったく異なっていることに気付く。しかし、操縦士らはフライトプランを見て誤差の範囲内だと判断し、ロメオ20の航路逸脱には気付かなかった。
- 03:08 - ソ連軍機（Su-15TM迎撃戦闘機）が007便を視認。暗いため機種の判別はできていない。航行灯とアンチポジションライトが点灯していることを報告。
- 03:20 - 新東京国際空港（現・成田国際空港）内にあった東京航空交通管制部東京国際対空通信局が[2]、007便に3万5000フィートへの高度変更を許可(燃料節約のための高度上昇)。
- 03:21 - ソ連軍機（MiG-23P迎撃戦闘機）、警告射撃。しかし、曳光弾は搭載されておらず、徹甲弾（光跡を伴わず、弾丸の航跡が見えない）のみ発射[注釈 2]。007便も気付かず。
- 03:23 - 007便、高度上昇し3万5000フィートに到達。これに伴う速度低下で、ソ連軍機は007便の真横まで追いついてしまうが、当時の技術では旅客機が軍用機の接近を感知するのは困難で、TCASの警告音は鳴らず、007便は気づくことができなかった。
- 03:23 - 攻撃命令発令。
- 03:25 - ゲンナジー・オシポーヴィチ (Геннадий Осипович, Gennady Osipovich) 中佐の操縦するSu-15TMがミサイルを発射、通常の手順に従い、赤外線誘導式とレーダー誘導式の計2発。30秒後 (03:26:02)、007便の尾翼の後方50メートルで赤外線誘導式が爆発した。結果、方向舵制御ケーブル周辺、4つの油圧系統のうち第1から第3系統を損傷（ICAOの最終報告書による推測）し、機体に約1.75平方フィートの穴が開いて急減圧が発生。機体は一時上昇して3万8250フィートまで到達したが、手動か自動かは不明だが自動操縦が解除され(03:26:46)、エンジン出力を下げて、ギアダウン（車輪降ろし）をすると、降下し始めた。操縦は困難となる（なお、第4油圧系統と、両主翼及び4つのエンジンは無事だった）。ボイスレコーダーの記録によると、着弾するかなり前から、ほとんどの乗客は起きていて、機内食をとっていたようである。 それとともに、機内に大きな衝撃と轟音が鳴り響いた[3]。 ICAOの推定では、乗客は墜落まで全員意識を保ったまま生存していたとされて[4]いる。機長は減圧を知覚して酸素マスクを装着する。
- 03:26 - 機長が東京コントロールの管制官に「急減圧の発生[注釈 3]」と「高度1万フィートへ降下する」旨交信をしたものの、雑音により途中で交信が途絶した。これ以降、セルコールによる呼び出しを含めてコールするが応答せず[注釈 4]、機長らはなおも操縦を試みたと思われるが、音声は記録されていない（03:27:20、3万5000フィートに戻った時点では水平飛行となっていた）。客席からの悲鳴が2度にわたって記録される。一方、ボイスレコーダーの音質が次第に悪化していく。
- 03:27 - 着弾から1分44秒後 (03:27:46)、ブラックボックスの記録が途絶えた（着弾の衝撃と外気の侵入による断線のためと思われる）。ボイスレコーダーの最後の音声は、緊急降下を知らせる自動アナウンスだった。その後007便は操縦不能に陥り、左へ旋回し、上昇・下降しながら落下し続ける。
- 03:38 - ソ連及び北海道稚内市にある航空自衛隊稚内分屯基地のレーダーサイト（北部航空警戒管制団第18警戒群）から007便の機影が消えた。ソ連のレーダー記録、公開された機体の残骸や遺体の状況などから、007便は機首を下げたまま空中分解、もしくは墜落したと推測されている（乗員・乗客は、鈍的外傷のため全員即死したと推定される）。近くで操業していた日本のイカ釣り漁船「第五十八千鳥丸」の乗組員は、海馬島（モネロン島）の北18.5海里沖で飛行機の爆音と海上での爆発を目撃し、航空機の燃料に用いられるケロシンの匂いがしたと証言した。

### 事件の発覚

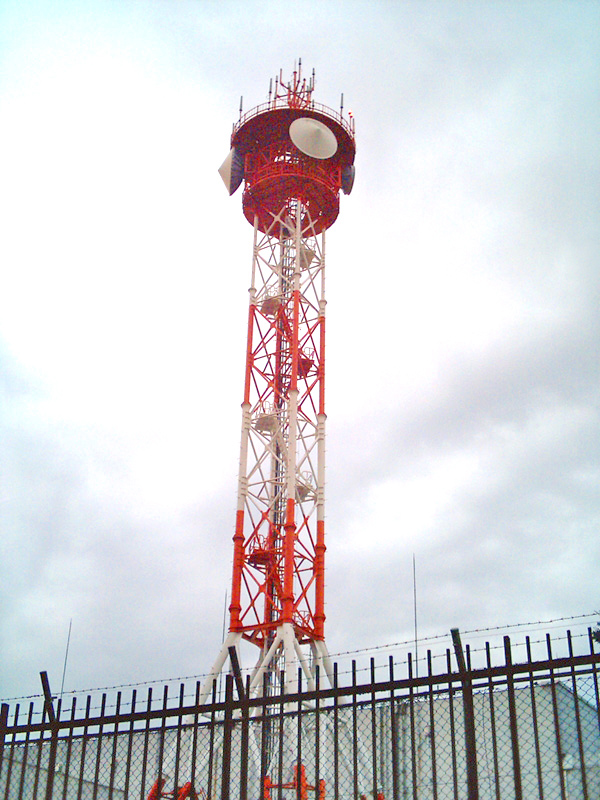
東京航空交通管制部（埼玉県所沢市）の通信塔。

航空路を外れた007便は、航空自衛隊稚内分屯基地の北部航空警戒管制団第18警戒群（稚内レーダーサイト）により探知・追尾されていたが、この空域を飛行する西側諸国の航空機に関する飛行計画が存在しなかったことから、航空自衛隊は、007便とその周りに飛行するソ連防空軍戦闘機を「ソ連領域内を飛行する彼我不明の航跡」として扱った。
これとは別に、陸上幕僚監部調査部第2課別室（通称「調別」、通信傍受を主任務とする機関）は、ソ連の戦闘機が地上と交信している音声を傍受。「ミサイル発射」のメッセージを確認したが、この時点ではソ連領土内での領空侵犯機に対する通常の迎撃訓練が行われていると考えており、実際に民間機が攻撃されていたという事実は把握していなかった。この録音テープは、後にアメリカがソ連に対し撃墜の事実を追及するために、中曽根康弘首相の判断で日本国政府からアメリカ合衆国連邦政府へ引き渡している。
007便の撃墜直後、航空自衛隊の稚内レーダーサイトが追尾していた彼我不明機の機影の1つが消失した。行方不明機がいないか9月1日の午前に日本、韓国（大邱）、アメリカ（エルメンドルフ）、ソ連（ウラジオストク）の各航空当局に照会したところ、前記の3国からは「該当機がない」との返答を受け、ソ連からは返答がなかった。
ミサイル命中の30秒後、それまで007便を通信管制していた東京航空交通管制部に雑音が混じった007便からの呼び出しが入ったが、そのまま連絡が途切れた（「急減圧により緊急降下する」旨の交信の内容は、鈴木松美の音声分析により判明）。代わりに呼びかけを依頼された、付近の飛行機からも007便へは無線が通じなかった。

### 各国政府の対応

#### 撃墜当日

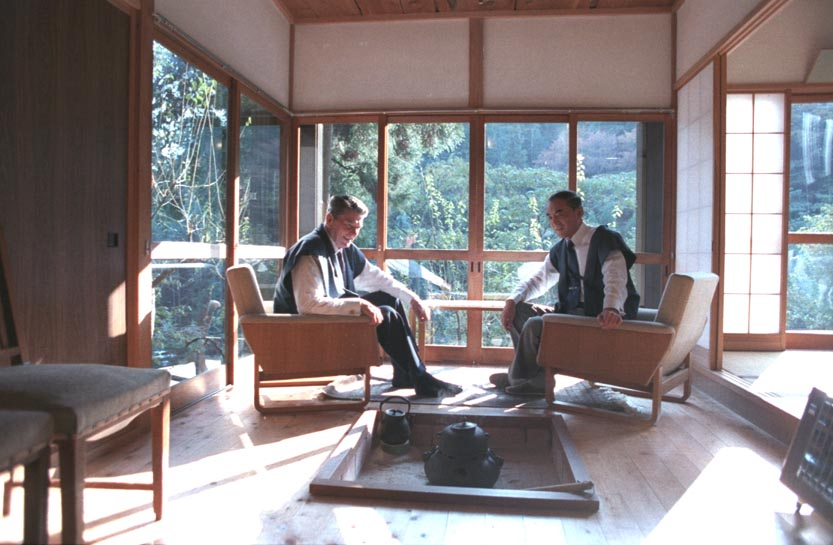
日本の中曽根康弘首相とアメリカのロナルド・レーガン大統領 （左）。

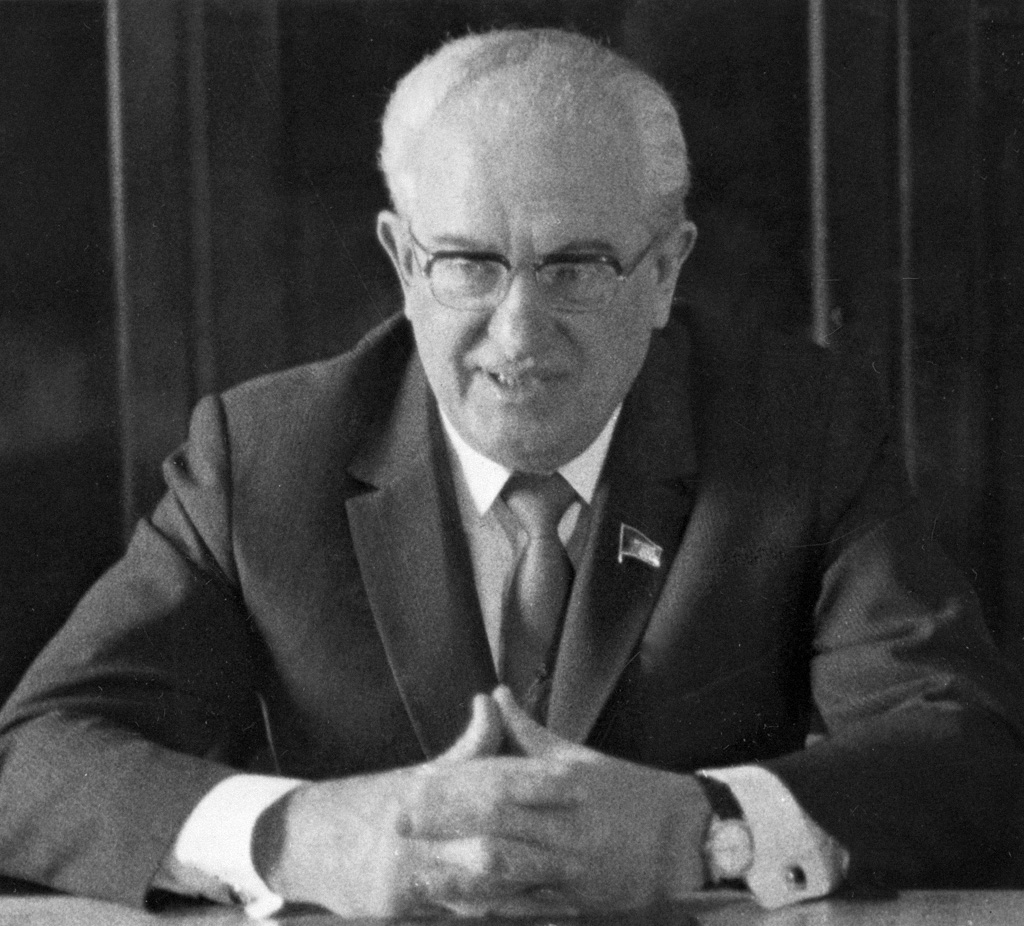
ソ連のユーリ・アンドロポフ書記長。

9月1日（下記はいずれも日本標準時）の朝の時点で日本政府が、大韓航空機が「サハリン沖」で行方不明になったことを公式発表し、午前7時前後には日本のテレビやラジオでは「ニュース速報」として「大韓航空機が行方不明になった」と報じた、各国の通信社が東京発の情報として大韓航空機の行方不明を報じた。
情報が錯綜し墜落説やハイジャック説が流れる中、午前11時には「『旅客機はサハリンのネベリスク付近の空港に強制着陸させられ、乗員乗客は全員無事』と韓国外務省が発表」という外電が入り、日本の民放各局が昼のニュースのトップ項目として報じた。しかし、これは結局誤報と分かり、マスコミだけでなく乗客の安否を気遣う日韓の関係者も振り回された。また、ソ連の戦闘機が発進し、ミサイルを発射した形跡が確認された。これに対してソ連側は墜落のみを認め、撃墜については触れなかった。
このような日本や韓国、アメリカ合衆国などの西側諸国の報道があったものの日本や韓国、アメリカの政府やマスコミからの問い合わせに対してソ連は「該当する航空機は国内にいない」「領空侵犯機は日本海へ飛び去った」と事件への関与を否定した。これに対してアメリカ合衆国連邦政府は、その日の内に「ソ連軍機が007便を撃墜した」と発表、日本当局が提供したソ連軍機の傍受テープも雑音を除去し、ロシア語のテロップを付けた上で一部放送した。
この傍受テープをめぐり、日本がテープをアメリカ側に提供して公表することについては防衛機密保持の上から当時の後藤田正晴内閣官房長官や防衛庁幹部は消極的であった。しかし、当時の中曽根康弘内閣総理大臣は「交信記録を提供して日本の傍受能力が多少知られたとして、この場合には損はないと考えた。ソ連に対する日本の強い立場を鮮明にする好機であり、対米友好協力関係を強化する意味もあった。レーガンに知らせてやるのは、得になることはあっても、損になることはない」と考え、反対意見を押し切って提供した。
このアメリカによる正式発表を受けて、事件の当事国である日本や韓国、アメリカやフィリピンなどの西側関係諸国ではソ連に対する非難が起こり、ソ連政府に対して事実の公表を求めた。
この日には、北海道のオホーツク海沖合で操業していた日本の漁船が旅客機機体の破片や遺品を発見した。これと前後して、海上保安庁やアメリカ海軍の船艇が機体が墜落したと思われる付近に向けて捜索に向かった。

#### 翌日以降

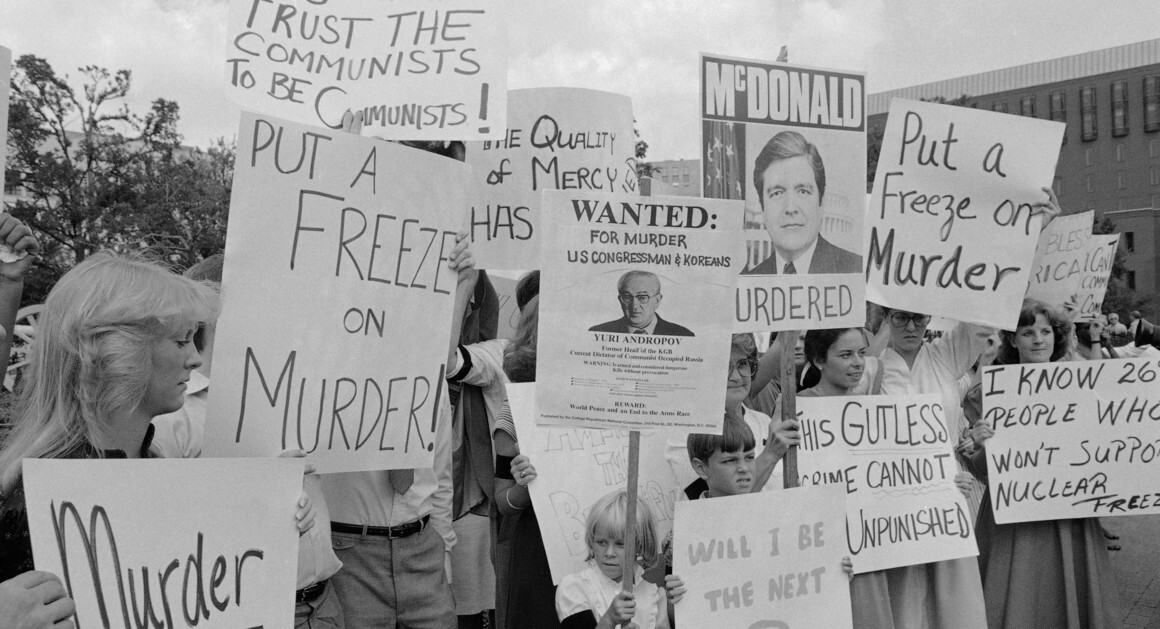
アメリカで行われた抗議行動。犠牲となったラリー・マクドナルド下院議員の肖像と共にアンドロポフをお尋ね者とするプラカードが掲げられた。

9月2日には、ソ連のニコライ・オガルコフ参謀総長が「領空侵犯機は航法灯を点灯していなかった」「正式な手順の警告に応答しなかった」「日本海方面へ飛び去った」と、モスクワでテレビカメラを入れた記者会見で発表した（後に007便の航法灯は点灯しており、十分な警告は行われていなかったことをパイロットが証言する）。
これに対しアメリカのレーガン大統領はソ連政府を「うそつき」と非難した他、当事国である韓国の全斗煥大統領もソ連を激しく非難した。日本や西ドイツ、フィリピンや台湾など多くの西側諸国の政府がソ連の対応を非難した。
9月6日、国連安全保障理事会において陸上幕僚監部調査部第2課別室が傍受したソ連軍機の傍受テープに、英語とロシア語のテロップをつけたビデオが、アメリカによって各国の国連大使に向けて上映され、ソ連軍機による撃墜の事実を改めて世界に問いかけた。これに対してソ連の国連大使はビデオの上映中は一貫して画面から目をそらし続けていたがこの後、ソ連のアンドレイ・グロムイコ外務大臣兼第一副首相は大韓航空機の撃墜を認める声明を正式に発表した。
9月9日、ソ連のオガルコフ参謀総長が「大韓航空機は民間機を装ったスパイ機であった」との声明を発表、13日には緊急安保理事会でソ連への非難決議が上程されるが、常任理事国のソ連の拒否権の行使により否決された。
9月13日、大韓航空機と最後の交信を行った日本の運輸省航空局が交信記録を公表し、撃墜直前まで全く異常がなかったことが確認される。なお、当事者である韓国は当時ソ連との国交がなかったうえに国際連合に加盟していなかったこともあり（加盟は1991年）、ソ連への抗議や交渉、国連での活動は、国連加盟国でソ連と国交があり、かつ事件の当事者である日本（事件時に当該機の管制を担当し、さらに隣接する公海上に当該機が墜落、多くの自国民が被害に遭った）とアメリカ（当該機の出発国かつ製造国であり、多くの自国民が被害に遭った）が主に行った。

### 機体の捜索

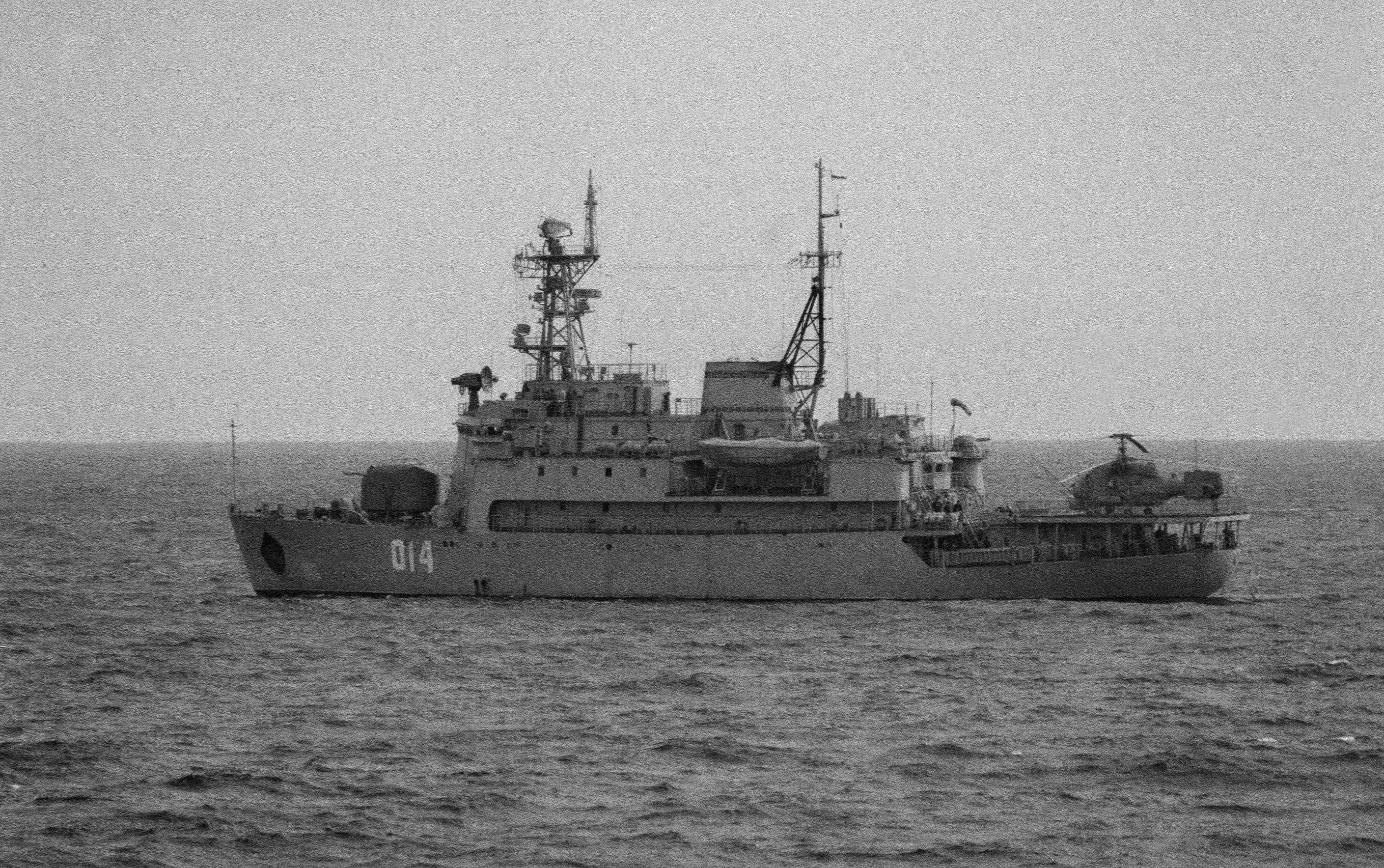
周辺海域で捜索に当たるKGB国境軍総局の国境警備艦イーメニXXVスエーズダKPSS（アメリカ海軍によって撮影/9月17日）。

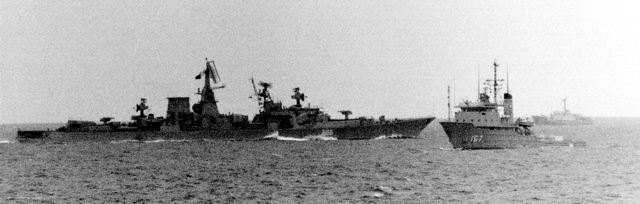
捜索を行うアメリカ海軍のナラガンセットの横を通過するソ連海軍の大型対潜艦ペトロパブロフスク（9月17日）。

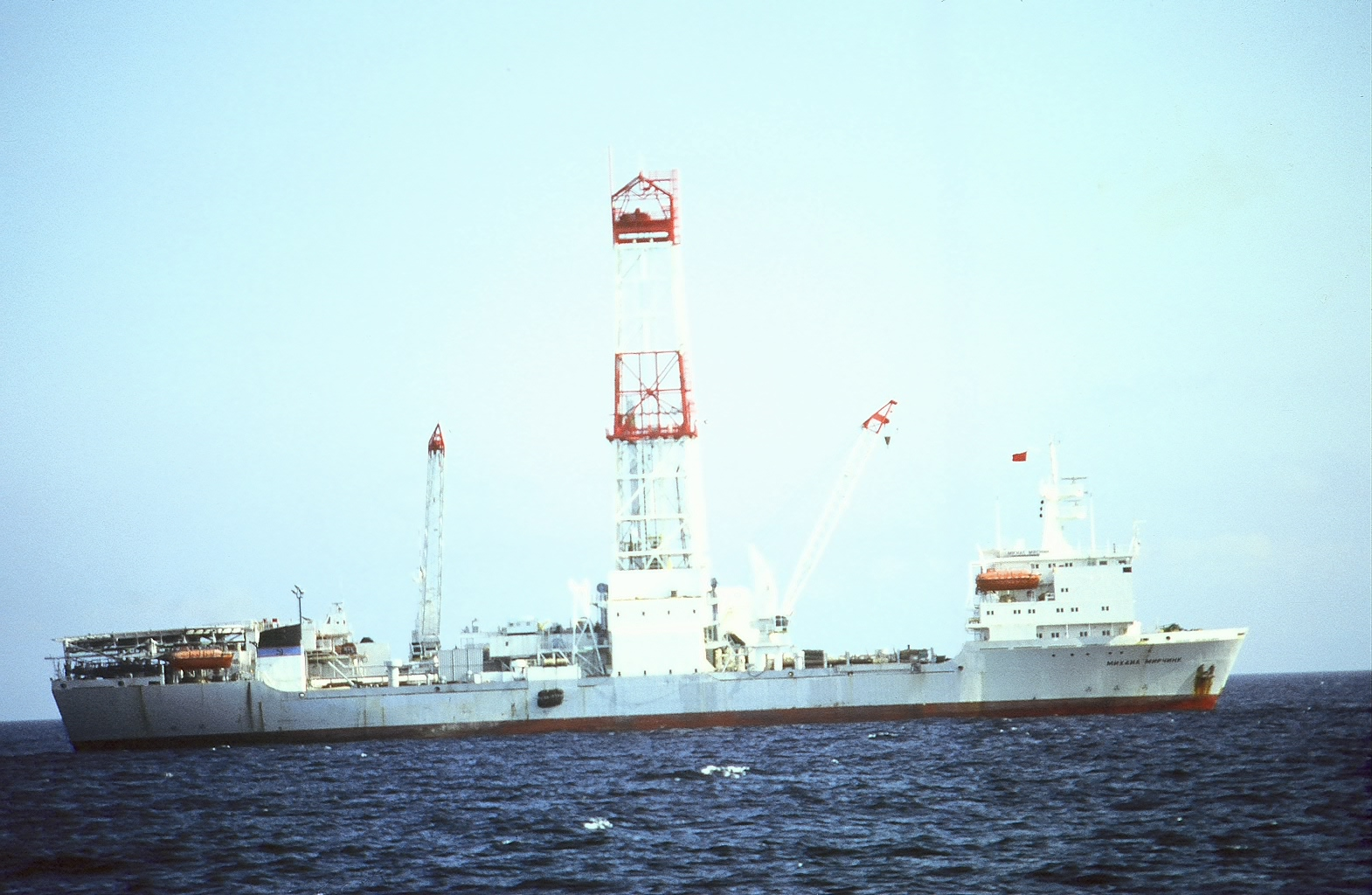
ソ連の引き揚げ作業船「ミハイル・メルチンク」（アメリカ海軍によって撮影/日時不明）

事件後すぐに、日米ソの船舶や航空機が大韓航空機が墜落したと想定された樺太の西の海馬島周囲の海域を船舶や航空機によって捜索したが、ソ連は領海内への日米の艦艇の立ち入りは認めず、公海上での捜索に対しても日米の艦艇に対して進路妨害などを行った。
その後、ソ連は回収した機体の一部や遺品などの一部の回収物件を日本側へ引き渡したが、一方で「これ以外に遺体は見つかっていない」こと、「ブラックボックスは回収していない」ことを主張した。だが、機体の破片や遺体の一部が北海道の沿岸に事件直後から次々と流れ着いており、付近で操業していた日本の漁船などによって回収もされていたため、このようなソ連による発表内容は当時から疑問視されていた（なお、北海道沿岸に流れ着いた遺体のほとんどは、皮膚組織の一部など原形を留めていないものであった）。
ソ連崩壊後に行われたイズベスチヤ紙の取材では、複数の遺体とその一部および数々の遺品がソ連側によって実際に回収されていたものの、日本側に引き渡されたもの以外の全てが証拠隠滅のため、検査後に全て焼却されていたことが明らかにされた（ただし、当局の指示で調査に当たったダイバーは当時見つけた遺体は少なく、しかもほとんど損傷していたと証言している）。なお、日本側に漂着した遺留品は身元確認ができないまま2003年の忠霊祭において遺族会の了承の元で焼却処分にされた（これ以前に遺体の一部も同様に火葬されている）。
各国が必死になって捜索していたブラックボックスについては、実際には事件後間もなくソ連当局によって回収されていた。ソ連当局は、コックピットボイスレコーダーとフライトデータレコーダーの分析を即座に済ませ、1983年11月28日には極秘報告書においてスパイ行為説を否定していた。だが、実際には「『スパイ飛行説』の反証となりうる可能性がある」との報告に基づき、モスクワはブラックボックス回収の事実を公表しなかった。
なお、ブラックボックスの「極秘」の回収指示書がソ連当局から樺太の地元住民に渡されていたこと、地元住民がその指示書と同じものを実際に海中から引き揚げたこと、そして、住民が密かに自宅などに持ち帰っていた部品が撃墜された大韓航空機のものであったことが、日本テレビの『大追跡』の取材によりソビエト連邦の崩壊直後の1991年に判明していた（この番組は、翌1992年4月4日に放送された）。この番組では、ロシア国防省の許可の下、潜水艇を用いて墜落現場の撮影も行われ、事件後10年近く経っても現場付近に沈んでいた機体の残骸や犠牲者の衣服、そして遺骨の一部が撮影されていた。ジャーナリストのアンドレイ・イレーシュが入手していた引き揚げられた本の一部が日本人乗客のものと推定され、遺族に渡された。

## その後

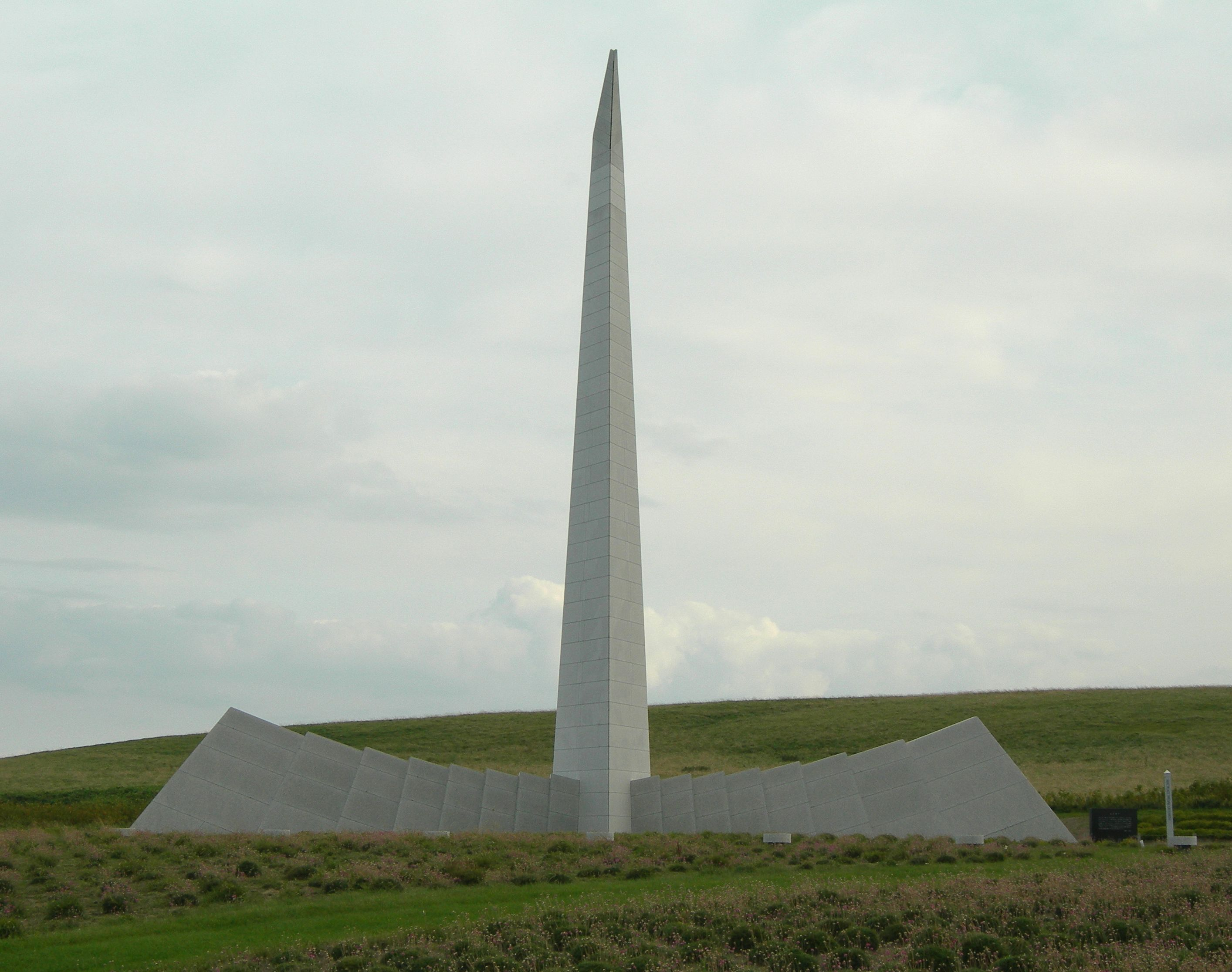
宗谷岬の慰霊碑「祈りの塔」

日本政府は制裁措置として2週間の日本航空とアエロフロートによる定期便相互乗り入れを停止し、成田-モスクワ線や成田-ハバロフスク線などの運行が停止した。
事件後に遺族によって北海道宗谷岬に慰霊碑「祈りの塔」が建てられた。
事件当時ICAO理事会は、民間航空機の要撃は避けるのが望ましく、最後の手段としてのみ用いるべきこと、いかなる場合でも武器の使用を慎むべきことを勧告していた。事件を契機として翌1984年にシカゴ条約の改正が行われ、これにより領空を侵犯した民間航空機を撃墜することは明示的に禁止されることになった（同条約3条の2）。
撃墜時パイロットであるオシポーヴィチ中佐は1986年に戦闘機の事故で重傷を負ったために退役し、アディゲ共和国のマイコープ市で暮らしていた。ソ連崩壊後の1991年「大追跡」のインタビューで、軍令のためとはいえ結果的に民間機を撃墜したことは遺憾だとコメントした（同席した妻は「撃墜は義務」であった旨のコメント）。また、その後の「ナショナルジオグラフィックチャンネル」のドキュメンタリー「メーデー!:航空機事故の真実と真相」シリーズ（シーズン7「大韓航空007便」「2010年放送」）のインタビューでは、撃墜した機体は偵察機だと今も信じていたいとコメントしている。その後、オシポーヴィチは長い闘病の後に2015年9月23日に死去した。
事件を契機に、軍事用途に開発された衛星測位システムであるGPSが、民間航空機の安全な航行のために開放された。

## 領空侵犯原因
ソ連政府によるブラックボックスの隠匿などにより、事件についての多くの疑問点が、冷戦が終結した1990年代まで解明されないままであった。だがその後、冷戦が終結したことを受けて1991年11月にパリで行なわれた国際テロ対策会議においてオレグ・カルーギンソ連国家保安委員会 (KGB) 議長顧問が「この事件の詳細を日本側に報告する」と佐々淳行（元 初代内閣安全保障室長　同事件発生当時、防衛庁〈現 防衛省〉長官官房の官房長として対応に関与していた）に表明した。
その後、実際にロシア政府は回収を秘匿していた007便のブラックボックス（上記のように、記録は墜落の11分前で途切れていた）をICAOに提出し、合わせて残された遺品の遺族たちへの引渡しを行った。ICAOはこれを高い解析技術を持つ第3国であるフランスの航空当局に提出、解析を依頼し、その結果をもとに調査の最終報告をまとめた。
それによると、航路逸脱の原因は以下のいずれかとされた。どの仮説が正しいかは、証言できる者が生存しておらず不明のままである。

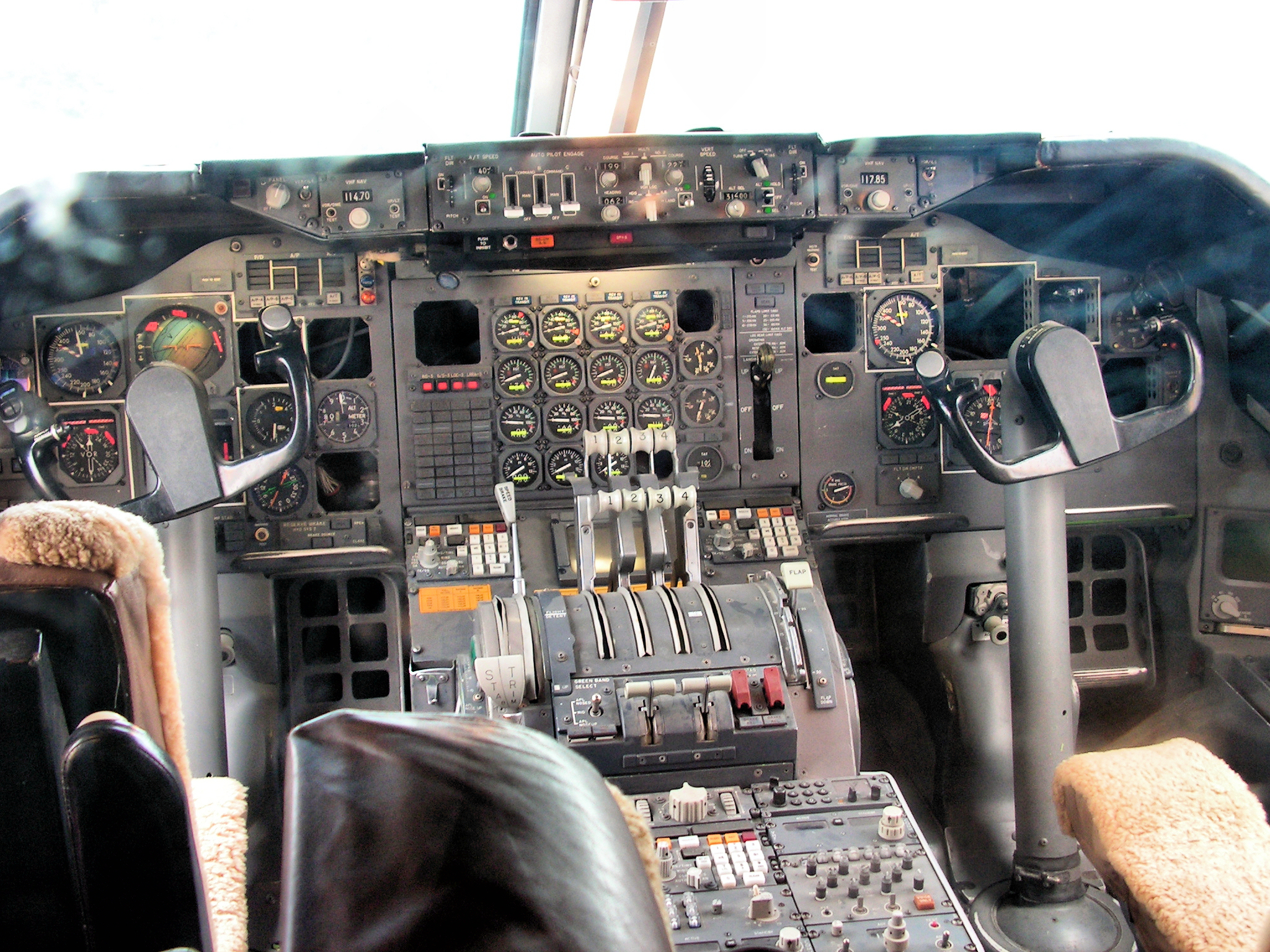
ボーイング747-200の操縦席(手前中央が慣性航法装置)。

慣性航法装置の入力ミス説航路は、通過地点を順に慣性航法装置 (INS) に打ち込むことで設定するが、経度のみ（もしくは、緯度のみ）がずれて打ち込まれたのではないか、または、出発地の座標が誤って打ち込まれたのではないかなどとする説。
慣性航法装置の起動ミス説慣性航法装置は飛行前にジャイロを安定させる動作（アライン）が必要である。この動作から実際のナビゲーションを始めるまでにスイッチの切り替えをするが、切り替え前に機体を動かしたのではないかとする説。
慣性航法装置の切り替えミス説航路に乗るまでHDGモード（方位のみを指定する自動操縦、方位角モード）で飛行し、航路に乗ってからはNAVモード（事前に入力した地点に向かい飛行する自動操縦、誘導モード）にするはずが、乱気流もしくは積乱雲回避のためにHDGモードのまま、NAVモードに切り替えなかった、もしくはHDGモードに切り替えたが、所定の航路から7.5マイル以上離れていたために機械が切り替わらなかったとする説。実際に、切り替え忘れのために日本航空機が航路を逸脱した事例がある。
なお、007便のボイスレコーダーには機長と副操縦士、航空機関士があくびを繰り返すのが記録されていることから、設定ミスもしくは切り替えミスに気づかなかった原因として疲労によるヒューマンエラーを指摘する声もある。実際に3人の運航乗務員は、事故前にソウル→アンカレッジ→ニューヨーク→トロント→アンカレッジという勤務スケジュールであり、休養も取っていたがジャーナリストの小山巌が著書で「時差に疲れて休養を取るというのは、単に眠ればよいという単純な時間のつじつま合わせでは解決しない」と述べており、乗員らは時差ぼけが抜けきらなかった結果、注意力が散漫になった可能性がある。
ICAOの最終報告書は日本の遺族には原本のコピーのみが手渡され、日本国政府は「ICAOによる調査の中立性、一貫性を失う恐れがある」として、公式の日本語翻訳は作成していない。ボイスレコーダーの音声は、小山巌がICAO本部へ出向いて聞き、著書『ボイスレコーダー撃墜の証言』に日本語訳を収録した。

## 領空侵犯原因諸説
ICAOによる最終報告が出て領空侵犯の原因が解明される以前に、「領空侵犯の原因」としてソ連政府が責任を韓国やアメリカに押し付けるために展開した根拠のない主張、そして西側の一部のマスコミや研究家の間で言われた説には下記のようなものがある。
- アメリカ軍部の指示説
- 燃料節約説

### アメリカ軍部の指示説
「アメリカ軍が同盟国である韓国政府および国営航空会社であった大韓航空に対し、ソ連極東に配備された戦闘機のスクランブル状況を知るため、もしくは、近隣で偵察飛行を行なうアメリカ空軍機に対するソ連軍機の哨戒活動をかく乱するために、定期便旅客機による故意の領空侵犯を指示し、事故機がこれに従った」とする説である。
撃墜事件直後のソ連政府が「非武装の民間機を撃墜した」ということによるイメージダウンを覆い隠すために、007便のブラックボックスを回収したという事実を隠してまでこの説を強硬に主張したほか、当時、アメリカや韓国国内、そして日本などの西側諸国でもマスコミを中心に当局の陰謀の存在が議論されたが、そもそも多数の乗客が搭乗している定期便旅客機で故意の領空侵犯をする理由もない（乗客が搭乗していない貨物定期便で行った方が機内スペースを有効に使える上に、情報漏洩の可能性も減る）ことから、当時から関係者や専門家からは疑問視されていた上に、ブラックボックスの内容や交信記録の音声が公開され、原因が解明された現在では当事国のロシア政府によっても否定されている。

### 燃料節約説
「機長が燃料節約のために意図的に航路を北にずらし、スクランブルを受ける危険を承知でソ連領空を侵犯した」とする説である。この説の根拠は、当時の大韓航空機は航空運賃が他社に比べて安く、「燃料を節約することは機長の使命であった」という報道もあった。しかし、この説の欠点として、以下が指摘されている。
- 大韓航空は、5年前の1978年にもソ連領空を侵犯し迎撃を受け死傷者を出した上に乗員乗客が拘束を受ける事件を起こしており（大韓航空機銃撃事件）、その後深刻な旅客離れを招き経営が傾くという経験をしている。当時の状況においてソ連領空へ故意に領空侵犯を行った場合、良くても不時着や強制着陸、最悪の場合は攻撃を受けて撃墜される可能性があることを大韓航空も機長も理解していたはずで、その結果、5年前同様に同社が被る損害は計り知れないものだということも分っていたはずであり、そこまでの危険を冒してまで、日本円で数万円から数十万円程度と思われる燃料を節約する必要があったのかという、根本的な疑問点がある。
- 大韓航空が同社の機長に対して、領空侵犯の上に無警告で撃墜された過去のある仮想敵国領空を侵犯してまで燃料節約を行うように指示したという実例、証拠はない。また、他の大韓航空をはじめとするソ連と敵対していた西側諸国の旅客便が、同様に仮想敵国領空を侵犯してまで燃料節約を行っていたという実例、証拠もない。
- さらに燃料の節約にはルートのみならず、高度や風向きも影響するがもし燃料節約のために機長がソ連領空を侵するルートを取ったとしても、『この日に飛行したルート、高度、風向きが燃料の節約に最適か』という分析は、この説を唱える者で誰一人も行っていない。

## ソ連防空軍機による007便に対しての認識
この事件の疑問点に「民間機と認識した上で撃墜したのか」ということがあるが、ソ連崩壊後に行われた、撃墜した戦闘機のパイロットのゲンナジー・オシポヴィッチ中佐や地上の指揮官に対するその後のインタビューの中で、「007便が航行灯を点灯していた」ことと、「パイロットも地上も、007便を “民間機を装ったスパイ機” と認識していた」ことが明らかになった。また、アメリカ軍が撃墜後のソ連軍の地上基地同士の交信を傍受した中で、撃墜2時間後に「どうやら我々は民間機を撃墜してしまったらしい」という報告もなされていた。
これを裏付けるように、1976年に函館空港でのベレンコ中尉亡命事件でアメリカに亡命し、空軍顧問となっていたヴィクトル・ベレンコ元ソ連防空軍中尉は事件当時、アメリカ国防総省の依頼で交信を解読し「領空を侵犯すれば、民間機であろうと撃墜するのがソ連のやり方だ。ソ連の迎撃機は、最初から目標を撃墜するつもりで発進している。地上の防空指令センターは目標が民間機かどうか分からないまま、侵入機を迎撃できなかった責任を問われるのを恐れ、パイロットにミサイルの発射を指示した」と、1997年8月の北海道新聞のインタビューで証言している。

## その他
- このHL7442機は1972年にコンドル航空（当時ルフトハンザドイツ航空の子会社で、チャーター便を運航している。現在はトーマス・クック・グループ傘下）のD-ABYH機として製造され、1979年に大韓航空に売却された機体である。カスタマーコードがルフトハンザの30となっているのはこのためである[注釈 7]。
- 「007便」という便名が、人気スパイ映画「007」シリーズと同じ数字のため、これと掛け合わせて根拠なくスパイ飛行説を唱える報道が多発した。
- ロック・ギタリストのゲイリー・ムーアが1984年にリリースしたアルバム『ヴィクティムズ・オブ・ザ・フューチャー』収録の “Murder In The Skies” という楽曲で大韓航空機撃墜事件について取り上げており、「ロシアは韓国へ向かう飛行機を撃墜した。罪のない269人が殺害された。」と歌っている。
- この事件は東西冷戦の最中に発生し、事件後米ソの軍事的緊張も高まっていただけに、一歩間違えば第三次世界大戦に発展する可能性があった事件でもあった[17]。
- この事件後も大韓航空ではロメオ20ルートに007便を使い続けた。21世紀の現在では、航空機の大型化に伴ってニューヨーク-ソウル間のルートはジョン・F・ケネディ国際空港から仁川国際空港への直通ルートとなり、007便は廃止されて82便、85便、250便が用いられている。
- ジョン・バーチ・ソサエティ議長で民主党の連邦下院議員だったラリー・マクドナルド（英語版）がこの事件で犠牲になった。マクドナルドは米韓相互防衛条約30周年式典に招かれていたが、ジョン・F・ケネディ国際空港への航空便が遅延した上に移動の費用を節約するために大韓航空の007便に搭乗することとなった。途中アンカレッジに寄った際に同様に招待されていたジェシー・ヘルムズ上院議員から他の便に移るよう説得があったが、全く受け入れず撃墜に巻き込まれた。
- ジャーナリストの黒井文太郎も大学2年の夏休みに、初めての海外旅行でアメリカとメキシコに行った際、当初予約していたニューヨーク発ソウル経由の帰国便を一週間延期したことで同事件に巻き込まれず、命拾いしたことを明かしている。メディア関連でもある程度名前の知られた人物の中では、女優の河野富子が犠牲となった。
- 韓国の政治家の権正達の娘はこの事故で亡くなった[18]。
- この事故の後、KBS第2ラジオで7時間の連続追悼放送を行った声優のチョン・ギョンエ（朝鮮語版）は14年後にグアムで発生した大韓航空801便墜落事故で家族と共に亡くなった[19]。

## 大韓航空機撃墜事件に関連する作品
- ドキュメンタリー「メーデー!:航空機事故の真実と真相」シリーズ シーズン7「TARGET IS DESTROYED」（ナショナルジオグラフィックチャンネル） - この作品内では、007便の機体は海面に激突する前に空中分解したという説明になっている。
- ドキュメンタリー「撃墜 大韓航空機事件〜情報戦争の9日間〜」(NHK)
- ゲイリー・ムーア “Murder In The Skies”（1984年）アルバム『ヴィクティムズ・オブ・ザ・フューチャー』収録。
- 映画「大韓航空機撃墜事件 FLT・NO・007便・応答せよ」（監督：デビッド・ダーロウ 1989年製作）
- コミックス「ルサルカは還らない」（作：御厨さと美、集英社） - 主人公とチームを組む主要キャラクターの一人（韓国系米国人女性）がロシアを憎悪する大韓航空機撃墜事件遺族（被災者の娘）という設定。
- 長編小説「大韓航空007便」福本和也　光文社文庫　1984年10月
- 長編小説「ブラックメイル」上下　斎田祐造　文芸社　2015年10月
- 長編小説「預言」金辰明　光言社　2018年1月
- ドラマ「フォー・オール・マンカインド」(Apple TV+) - 第2シーズン第7話冒頭で撃墜が描かれ、現実世界における犠牲者に加えて、劇中における当時のNASA長官であるトマス・ペインがこの事件で死亡している。また劇中では、サハリン（樺太）に新しく建造された極秘のロケット発射場の存在（現実には存在しない）と合わせ、007便がアメリカ軍部の指示で偵察飛行を行っていた可能性（上記「領空侵犯原因諸説」参照）についても触れられている。